# Communauté de communes du Pays de Revigny-sur-Ornain
Die Communauté de communes du Pays de Revigny-sur-Ornain ist ein französischer Gemeindeverband mit der Rechtsform einer Communauté de communes im Département Meuse in der Region Grand Est. Sie wurde am 24. Dezember 1996 gegründet und umfasst 16 Gemeinden. Der Verwaltungssitz befindet sich im Ort Revigny-sur-Ornain.

## Mitgliedsgemeinden
| Gemeinde                                             | Einwohner 1. Januar 2022 | Fläche km² | Dichte Einw./km² | Code INSEE | Postleitzahl |
| ---------------------------------------------------- | ------------------------ | ---------- | ---------------- | ---------- | ------------ |
| Andernay                                             | 243                      | 4,32       | 56               | 55011      | 55800        |
| Brabant-le-Roi                                       | 222                      | 11,08      | 20               | 55069      | 55800        |
| Contrisson                                           | 773                      | 11,82      | 65               | 55125      | 55800        |
| Couvonges                                            | 153                      | 4,56       | 34               | 55134      | 55800        |
| Laheycourt                                           | 354                      | 18,00      | 20               | 55271      | 55800        |
| Laimont                                              | 426                      | 10,77      | 40               | 55272      | 55800        |
| Mognéville                                           | 359                      | 18,57      | 19               | 55340      | 55800        |
| Nettancourt                                          | 242                      | 11,45      | 21               | 55378      | 55800        |
| Neuville-sur-Ornain                                  | 366                      | 11,66      | 31               | 55382      | 55800        |
| Noyers-Auzécourt                                     | 274                      | 17,22      | 16               | 55388      | 55800        |
| Rancourt-sur-Ornain                                  | 180                      | 9,99       | 18               | 55414      | 55800        |
| Remennecourt                                         | 45                       | 2,74       | 16               | 55424      | 55800        |
| Revigny-sur-Ornain                                   | 2.600                    | 19,32      | 135              | 55427      | 55800        |
| Sommeilles                                           | 181                      | 18,81      | 10               | 55493      | 55800        |
| Vassincourt                                          | 276                      | 7,94       | 35               | 55531      | 55800        |
| Villers-aux-Vents                                    | 127                      | 6,14       | 21               | 55560      | 55800        |
| Communauté de communes du Pays de Revigny-sur-Ornain | 6.821                    | 184,39     | 37               | –          | –            |